# Tonneau (aviation)
Pour les articles homonymes, voir tonneau.
 (novembre 2023).

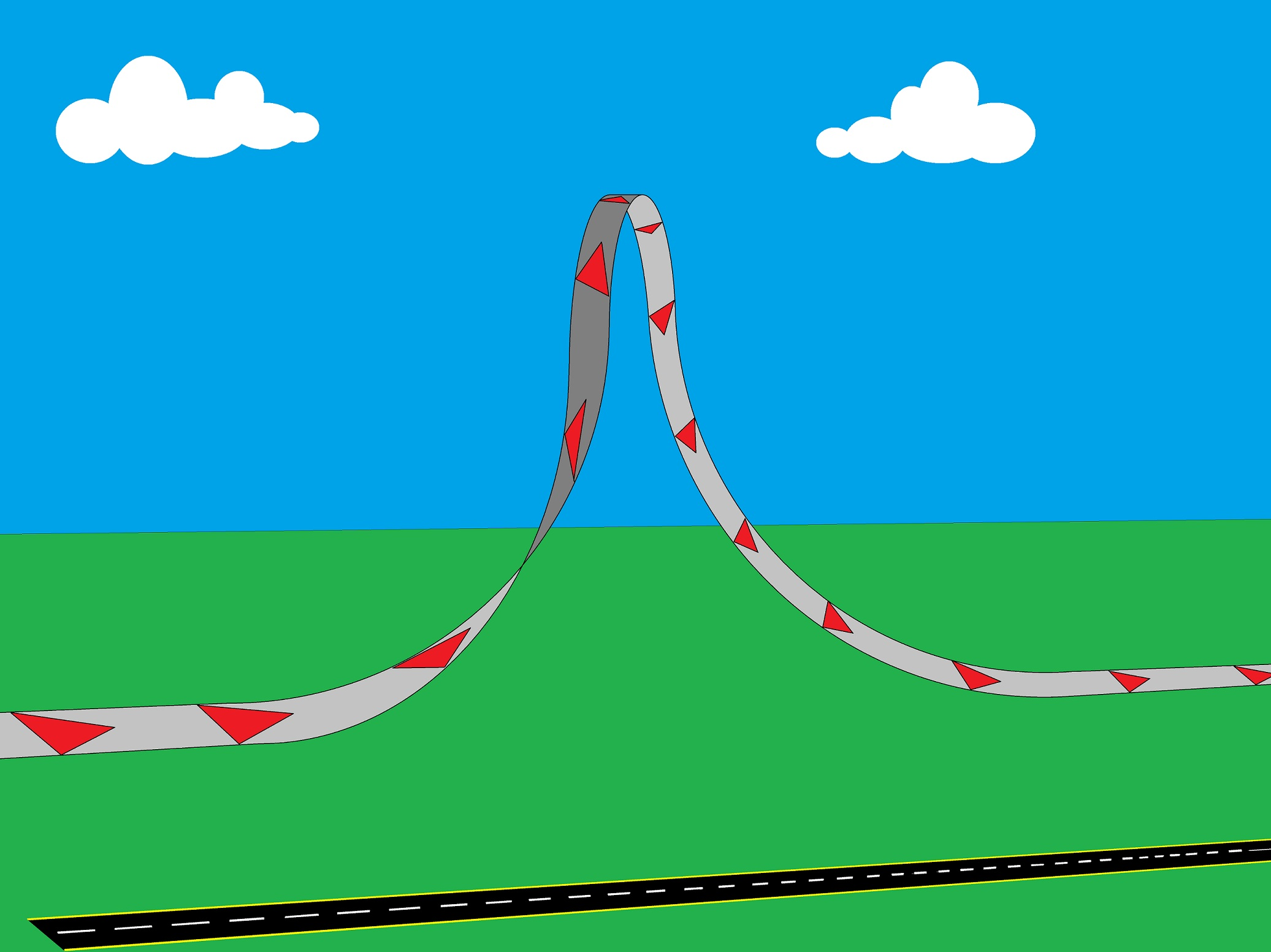
image d'un tonneau aérien

Le tonneau est une figure de voltige aérienne dans laquelle un avion effectue une rotation complète sur ses axes longitudinal (roulis) et latéral (tangage), l'amenant à suivre une trajectoire hélicoïdale. 

## Confusions possibles

### Avec l'aileron roll
Contrairement à la croyance populaire, le tonneau n'est pas une simple rotation de l'avion de 360° autour de son axe de roulis. 
Cette idée reçue vient très probablement du jeu Star Fox 64 où le personnage de Peppy Hare demande à Fox McCloud de faire à tonneau, Or cette rotation à 360° se nomme en réalité l'Aileron roll (en). 
Cette propagation est grande partie due au mème Internet du même nom Do a Barrel Roll, arrivant à devenir un Easter Egg dans la barre de recherche Google,.

### Avec le tonneau déclenché
Il ne faut pas confondre le tonneau avec le tonneau déclenché (en anglais : snap roll), qui est une vrille horizontale.[source insuffisante]

## Voltige
Le tonneau est l'une des deux figures de base de la voltige classique avec la boucle. En effet, en combinant ces deux figures, on peut réaliser quasiment toutes les autres : retournement, 8 cubain, nœud de Savoie, rétablissement, etc.[source insuffisante]
En compétition, selon le Catalogue Aresti, un tonneau complet à plat départ sur le ventre a un coefficient K=10.[source insuffisante]